# Матија Кантакузин
Матија (I) Кантакузин (грч. Ματθαίος Καντακουζηνός) је био византијски цар савладар (1353—1354), претендент на престо (1354—1357) и морејски деспот (1380—1383). Био је најстарији син цара Јована VI Кантакузина (1347—1354) и царице Ирине Асен. Током грађанског рата који је његов отац водио против цара Јована V (са прекидима 1341—1391), Матија му је активно помагао у борби, а након његове абдикације 1354. године, наставио је самостално борбу. После свог пораза, отишао је на Пелопонез и помогао брату деспоту Манојлу (1348—1380) у вођењу Морејске деспотовине, да би након његове смрти и сам преузео власт над њом.

## Порекло и породица
Матија је био најстарији син Јована Кантакузина и Ирине Асен, ћерке намесника Мореје Андроника Асена (1316—1322) и сина бугарског цара Јована Асена III (1279—1280) из брака са Иреном Палеолог, сестром византијског цара Андроника II (1282—1328). Поред њега, они су имали још петоро деце:
- Манојло Кантакузин (1348—1380), морејски деспот;
- Андроник Кантакузин:
- Марија Кантакузин, супруга епирског деспота Нићифора II (1335—1340, 1355 — 1359);
- Теодора Кантакузин, супруга емира Битиније Орхана I (1326—1362);
- Јелена Кантакузин, супруга византијског цара Јована V (1341—1391);

Био је ожењен Ирином Палеолог, ћерком, несуђеног краља Србије, деспота Димитрија. Он је био син византијског цара Андроника II из његовог другог брака са царицом Ирином Монфератском. Њих двоје су имали петоро деце:
- Јован Кантакузин, деспот;
- Димитрије Кантакузин (1383), морејски деспот;
- Теодора Кантакузин;
- Хелена Кантакузин, удала се за Луја Фадрикеа, грофа од Салоне;
- Марија Кантакузин, удала се за Јована Ласкариса Калофероса;
- (могуће) Теодор Кантакузин, амбасадор у Француској и Венецији;[3]

## Живот и владавина
Матија Кантакузин је рођен око 1325. године и 1341. године, се жени унуком цара Андроника II, Ирином, ћерком деспота Димитрија. Као војсковођа, учествовао је у грађанском рату око власти на страни свога оца, који је 1347. године, извојевао победу. После победе, додељена му је на управу област западне Тракије, од Димотике до Христопоља, која се наслањала на Српско царство, које је годину дана раније прогласио Стефан Душан Силни Немањић (краљ 1331 — 1346, цар 1346—1355). Услед повећања тензија између потиснутог цара Јована V и цара Јована VI Кантакузина, цар Јован VI, Матијину област предаје младом цару Јовану V, а њему додељује на управу делове источне Тракије око Хадријанопоља. Сам Матија је био незадовољан тиме што га отац није прогласио за савладара и врло брзо је дошло до отворених непријатељстава између њега и цара Јована V.
Цар Јован V је у јесен 1352. године, упао у Матијину област, којом је брзо и без борбе овладао, јер су му већи градови отворили капије. Матија се пред њим затворио у Хадријанопољску цитаделу, док му је сам град отворио врата. Његов отац цар Јован VI је врло брзо реаговао и послао му је у помоћ одреде Османлија који су опљачкали Тракију и градове који су признали власт цара Јована V. Након овога, млади цар Јован V је позвао у помоћ Бугаре и Србе, након чега је цар Јован VI Кантакузин од султана Орхана I (1326—1359) затражио додатну помоћ. Пред додатним османлијским снагама које су бројале 10.000 (по некима и 12.000) војника, Бугари су се повукли док су здружене снаге цара Јована V и 4.000 српских коњаника које је послао цар Стефан Душан Силни, поражене у бици код Димотике.
После овога цар Јован VI је у априлу 1353. године прогласио Матију за цара - савладара, али је свечано овенчавање обављено тек у фебруару 1354. године, пошто је патријарх Калист I (1350—1354, 1355 — 1363) смењен јер се успротивио таквој одлуци, након чега је за новог патријарха постављен Филотеј Кокинос (1354 — 1355, 1364 — 1376) који га је и свечано овенчао за цара у Влахернској цркви. Међутим, већ у новембру исте године, цар Јован V улази у Цариград, а цар Јован VI се повлачи са власти и замонашује се у манастиру Мангана. Сам цар Матија се одржао на власти у области Родопа и наставио даљу борбу, али је током 1356. године тешко поражен у сукобу са Србима. Са свог трачког домена, са средиштем у Грацијанусу, водио је неколико ратова против Срба. Напад, који је припремио 1350. године, био је осујећен пребегом његових турских плаћеника. Са пет хиљада Турака, цар Матија је покушао да поново успостави своју некадашњу апанажу дуж српско-византијске границе нападом на ову област, али није успео да заузме Сер. Убрзо је потучен у бици крајем 1356. или почетком 1357. године, од српске војске под командом војводе Војихне, који је био господар Драме (веће тврђаве у околини). Срби су ухватили цара Матију Кантакузина са намером да га ослободе када је прикупио велику откупнину коју су тражили. Међутим, цар Јован V, који је брзо успео да заузме Матијину земљу, понудио је Војихни још већу суму да му преда Матију. Током борби је заробљен и послат цару Јовану V који га је држао у заробљеништву све док се и званично није одрекао царске титуле 1357. године. Пошто је Матију затворио прво на Тенедос, а затим на Лезбос под будним оком Франческа I Гатилузија, цар Јован V га је приморао да се одрекне царске титуле.
Матија је 1361. године отишао на Пелопонез, којим је управљао његов млађи брат деспот Манојло. Помагао му је у владавини током које је средио прилике у Морејској деспотовини и ојачао је. Након његове смрти 26.03. 1380. године, власт у Мореји је преузео Матија, док је цар Јован V 1381. године за новог деспота поставио свог сина Теодора I (1383—1407). Матија је покушао да спречи његов долазак на власт, у чему није успео, након чега је власт предао свом сину Димитрију да изврши мирну примопредају власти из руку Кантакузина у руке Палеолога. Овиме је сукоб две породице око власти у Византији коначно окончан, након четвородеценијских сукоба.
Матија је умро у Мистри 1383. или 1391. године.

## Породично стабло
|  |                           |  |  |  |  |  |  |  |  |  |  |  |  |  |  |  |
|  | 4. Михаило Кантакузин     |  |  |  |  |  |  |  |  |  |  |  |  |  |  |  |
|  |                           |  |  |  |  |  |  |  |  |  |  |  |  |  |  |  |
|  |                           |  |  |  |  |  |  |  |  |  |  |  |  |  |  |  |
|  | 2. Јован VI Кантакузин    |  |  |  |  |  |  |  |  |  |  |  |  |  |  |  |
|  |                           |  |  |  |  |  |  |  |  |  |  |  |  |  |  |  |
|  |                           |  |  |  |  |  |  |  |  |  |  |  |  |  |  |  |
|  | 5. Теодора Палеолог Анђел |  |  |  |  |  |  |  |  |  |  |  |  |  |  |  |
|  |                           |  |  |  |  |  |  |  |  |  |  |  |  |  |  |  |
|  |                           |  |  |  |  |  |  |  |  |  |  |  |  |  |  |  |
|  | 1. Матија Кантакузин      |  |  |  |  |  |  |  |  |  |  |  |  |  |  |  |
|  |                           |  |  |  |  |  |  |  |  |  |  |  |  |  |  |  |
|  |                           |  |  |  |  |  |  |  |  |  |  |  |  |  |  |  |
|  | 6. Андроник Асен          |  |  |  |  |  |  |  |  |  |  |  |  |  |  |  |
|  |                           |  |  |  |  |  |  |  |  |  |  |  |  |  |  |  |
|  |                           |  |  |  |  |  |  |  |  |  |  |  |  |  |  |  |
|  | 3. Ирина Асен             |  |  |  |  |  |  |  |  |  |  |  |  |  |  |  |
|  |                           |  |  |  |  |  |  |  |  |  |  |  |  |  |  |  |
|  |                           |  |  |  |  |  |  |  |  |  |  |  |  |  |  |  |